# Traduction administrative
 (février 2012).
Si vous disposez d'ouvrages ou d'articles de référence ou si vous connaissez des sites web de qualité traitant du thème abordé ici, merci de compléter l'article en donnant les références utiles à sa vérifiabilité et en les liant à la section « Notes et références ».
La traduction administrative relève des types de traductions, qui relèvent du domaine technique. Plus globalement la traduction technique s'inscrit dans le processus de traduction.
La traduction administrative peut comprendre deux branches :
- la traduction de textes d'ordre législatif ou réglementaire,
- la traduction de dossiers dits aussi dossiers administratifs.

En ce qui concerne la traduction de textes législatifs ou réglementaires, il s'agit de lois, décrets, arrêtés traduits dans une autre langue à des fins de publication dans un organe de presse des pouvoirs publics (ex. le Moniteur belge, le Journal officiel de la République française...). Il convient d'attirer l'attention sur un point particulier, à savoir qu'il y a tout lieu de distinguer le texte officiel, qui a force de loi, et la traduction, qui a vocation informative uniquement.
En effet, il est impossible d'invoquer devant les cours et tribunaux un texte dont la version traduite n'a pas été validée ou approuvée par l'exécutif ou le Ministre de la Justice en sa qualité de garde des sceaux. Un texte officiel traduit n'est pas publié en regard, mais en dessous du texte officiel qui a force de loi.
Il existe cependant aussi des textes qui ont force de loi ou valeur réglementaire dans plusieurs langues. C'est le cas de pays ayant plusieurs langues officielles (Suisse, Luxembourg, Belgique, etc.), ainsi que des institutions supranationales (Union européenne par exemple). Dans ce cas on ne parle pas de traduction ou de texte traduit, même s'il y a de grandes chances que le texte voté ou ratifié ait été rédigé dans l'une ou dans l'autre langues et qu'il ait fait l'objet d'une traduction, du moment que les deux versions soient validées concomitamment.
La traduction de dossiers administratifs (courriers, conventions, enquêtes de tous ordres) découle de l'application des textes officiels. Elle sert par exemple aux fonctionnaires traitant ces dossiers, afin de les comprendre dans leur langue. Inversement il est possible aussi de traduire un dossier à l'usage de l'administré, ce qui doit se faire dans le respect de la législation régissant l'emploi des langues dans un pays ou une entité.
La traduction administrative est le travail de traducteurs fonctionnaires, agents de l'État ou de ses subdivisions, ou de préposés. Elle peut cependant aussi être confiée, dans le cadre d'un marché public en règle générale, à un traducteur indépendant, une société de traduction appelée aussi agence de traduction.
Les textes officiels, proposant des phrases répétitives, se prêtent aisément à l'automation. Après une première vague d'automation consacrée principalement à la traduction automatique, relativement complexe à mettre en place, les pouvoirs publics se sont tournés depuis vers les logiciels d'archivage de traduction, où un logiciel reconnaît les phrases déjà traduites et propose des traductions qu'il s'agira de modifier ou d'adapter plus ou moins profondément.
Les services de traduction relèvent la plupart du temps des services centraux des administrations, comme les chancelleries, les secrétariats généraux, les directions générales et peuvent quelquefois être érigés en entités autonomes (commissariats, agences, antennes, etc.). Certains services extérieurs peuvent en être dotés aussi quand les circonstances le réclament (ex. une région à minorité linguistique reconnue).
On peut conclure en disant que la traduction administrative est un service universel à l'usage du citoyen. Elle occupe dans l'administration une place à part entière quoiqu'à part dans la mesure où les agents chargés des traductions ne se livrent pas exactement aux mêmes tâches que leurs collègues dédiés la plupart du temps à des tâches qui relèvent purement de l'application du droit administratif. Un agent de l'État qui s'occupe de traduction administrative se sent traducteur avant tout.